# Heaven on Earth (álbum de Planetshakers)
Heaven on Earth (El cielo en la tierra en español), es un álbum grabado en vivo por la banda australiana Planetshakers. Planetshakers Ministries International y el sello Venture3Media lanzaron el álbum el 19 de octubre del 2018. Heaven On Earth se grabó durante la Conferencia del Reino de Planetshakers celebrada en Melbourne, Australia, en abril en Hisense Arena y en sus conferencias regionales a las que asistieron decenas de miles de personas en Filipinas, Malasia y Singapur. Esta producción musical presenta tres versiones: El nuevo álbum digital de 15 canciones, el CD de 14 canciones y el EP Heaven on Earth parte 3 además del DVD de 10 pistas.
Además de las canciones del aclamado Heaven On Earth parte uno y parte dos de Planetshakers, el álbum digital completo de Heaven On Earth incluye cinco canciones dicionales de la parte tres, que también se lanzan el 19 de octubre. Esta última entrega de la trilogía de Heaven On Earth presenta las canciones: "Overcome It All", "Rivers" (Live), "Through It All (Remix)" y "Nothing Is Impossible (EDM Remix)".
En el disco Heaven On Earth se trabajó con los líderes de adoración: Sam Evans, Joth Hunt (quien también produjo y mezcló el álbum), BJ Pridham, Rudy Nikkerud, Chelsi Nikkerud y un equipo completo de músicos, bailarines y más.
Los primeros ocho de estos videos también se han transmitido más de 4.1 millones de veces solo en YouTube.

## Lista de canciones
Heaven on Earth
| N.º             | Título                                  | Duración |
| --------------- | --------------------------------------- | -------- |
| 1.              | There is no one like you (Live in Asia) | 4:19     |
| 2.              | Electric Atmosphere (Live)              | 3:27     |
| 3.              | Heaven on Earth                         | 4:15     |
| 4.              | Through it all (Remix)                  | 4:34     |
| 5.              | Above all names (Live in Asia)          | 8:34     |
| 6.              | Draw Close Again (Live in Asia)         | 10:21    |
| 7.              | Not Alone (Live in Asia)                | 5:59     |
| 8.              | Move out of my way (Live)               | 3:56     |
| 9.              | The Greatest (Live in Asia)             | 5:04     |
| 10.             | Rivers (Live)                           | 7:43     |
| 11.             | I Want Jesus (Live)                     | 7:42     |
| 12.             | Overcome it all                         | 5:43     |
| 13.             | Nothing Is Impossible (Edm Remix)       | 4:18     |
| 14.             | Move out of My Way (Heavy Remix)        | 3:43     |
| 15.             | Heaven on Earth (Radio Single)          | 3:46     |
| Duración Total: | Duración Total:                         | 83:00    |

### Sencillos
| Año  | Canción           | Máxima posición              |
| Año  | Canción           | Christian Airplay(Billboard) |
| ---- | ----------------- | ---------------------------- |
| 2018 | "Heaven On Earth" | 41                           |

### Posiciones fin de año
| Posición (2019)                  | Posición |
| -------------------------------- | -------- |
| US Billboard Hot Christian Songs | 45       |